# Schillerhaus (Lorch)

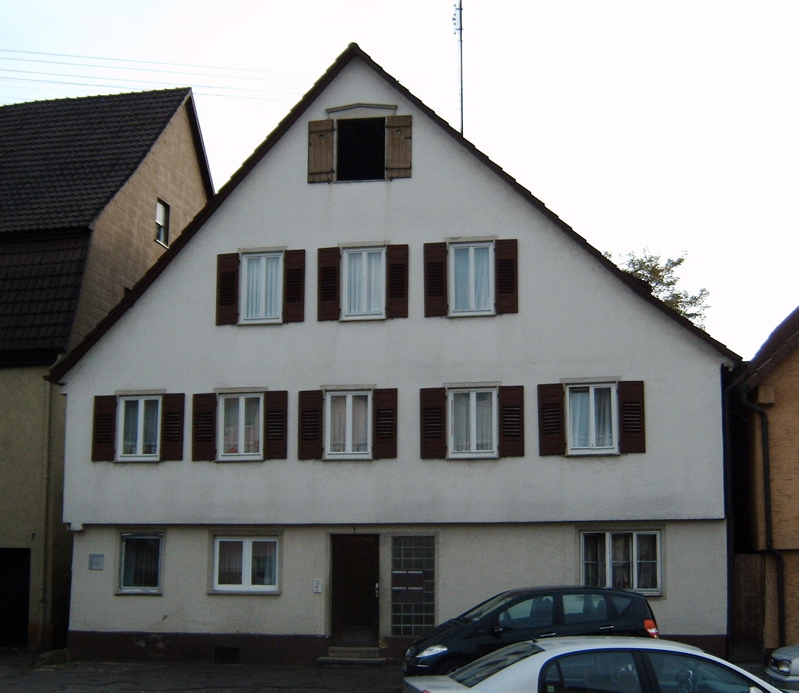
Schillerhaus in der Stuttgarter Straße

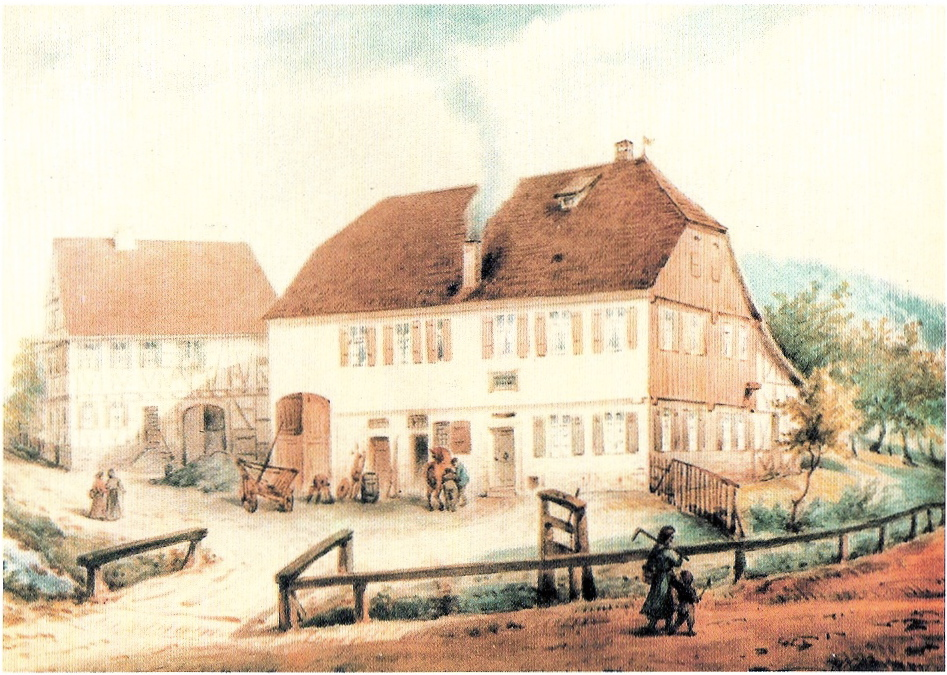
Irrtümlich identifiziertes Schillerhaus, Aquarell von Wilhelm Pilgram, um 1876

Das Schillerhaus in Lorch erinnert an den dortigen Aufenthalt des Dichters Friedrich Schiller. Im Januar 1764 kam der in Marbach am Neckar geborene Schiller mit seiner Familie in den Remstalort. Sein Vater Johann Caspar Schiller war kurz zuvor als württembergischer Werbeoffizier in der benachbarten Reichsstadt Schwäbisch Gmünd tätig geworden.
Die Schillers hatten sich beim Lorcher Huf- und Waffenschmied Johann Michael Molt eingemietet, der sein Geschäft in einem Gebäude zwischen Remsbrücke und Stuttgarter Straße betrieb. Diese Unterkunft war kostengünstiger als eine Wohnung in der teuren Reichsstadt. Der junge Schiller besuchte in Lorch die Volksschule, wo er Lesen und Schreiben lernte. Beim Lorcher Pfarrer Philipp Ulrich Moser hatte er den ersten Latein- und Griechischunterricht. In jener Zeit wollte Schiller selbst Pfarrer werden. Später setzte er dem Lorcher Geistlichen in dem Drama Die Räuber (1781) ein literarisches Denkmal. Zu Schillers Spielkameraden in Lorch gehörte der spätere Dichter und Schriftsteller Karl Philipp Conz. Am 23. Dezember 1766 verließen die Schillers Lorch wieder und zogen nach Ludwigsburg.
Zwei Häuser gelten in Lorch als Schillerhäuser: die damalige Schmiede Molt, ein 1705/06 errichtetes Gebäude in der heutigen Stuttgarter Straße, das erst in jüngster Zeit als Schillerhaus identifiziert wurde, und ein 1766/67 von Molt errichteter Neubau der Schmiede, der seit 1876 irrtümlich für das Schillerhaus gehalten wurde und seitdem mit einer bronzenen Gedenktafel über dem Eingang versehen ist (48° 47′ 50,7″ N, 9° 41′ 22,2″ O).